# مستكشفو الهاوية (مجموعة قصصية)
مستكشفو الهاوية مجموعة قصصية للكاتب الإسباني إنريكه بيلا ماتاس، أحد أشهر الكتاب المعاصرين في إسبانيا. صدرت ترجمتها العربية في عام 2015 ضمن سلسلة الإبداع القصصي الصادرة عن المركز القومي للترجمة بالقاهرة. رشحت مستكشفو الهاوية في عام 2017 للقائمة القصيرة لجائزة الشباب، التي تمنح في العادة للمترجمين من المركز القومي للترجمة. تتناول المجموعة في قصص منفصلة فكرة المجهول، الذي يتخذ أشكالاً عديدة في الأشخاص والتصرفات والحياة اليومية، برؤية فلسفية. وهي من ترجمة المترجم المصري أحمد مجدي.